# Cylindromyia armata
Cylindromyia armata là một loài ruồi trong họ Tachinidae.